# Şabanlı
Şabanlı är en ort i Azerbajdzjan.   Den ligger i distriktet Cəlilabad Rayonu, i den sydöstra delen av landet, 180 km sydväst om huvudstaden Baku. Şabanlı ligger 120 meter över havet och antalet invånare är 1 253.
Terrängen runt Şabanlı är platt åt nordost, men åt sydväst är den kuperad. Närmaste större samhälle är Dzhalilabad, 10,6 km öster om Şabanlı.
Trakten runt Şabanlı består till största delen av jordbruksmark. Runt Şabanlı är det ganska tätbefolkat, med 104 invånare per kvadratkilometer.